# Aztalan
Aztalan – miasto w Stanach Zjednoczonych, w stanie Wisconsin, w hrabstwie Jefferson.